# Bassic
Bassic (ou Basic) est l'un des villages de la commune d'Andek (arrondissement de Ngie), département de la Momo de la région du Nord-Ouest du Cameroun.

## Population
Au dernier recensement de 2005, le village comptait 438 habitants, dont 226 hommes et 212 femmes.

## Langue
Avec Abechia, Echia, Essaw et Nkon, c'est l'un des quelques villages de l'arrondissement où l'on parle le ngie, une langue des Grassfields.